# Địa lý Hy Lạp
Hy Lạp là một quốc gia nằm ở Đông Nam Âu, tại cực nam của bán đảo Balkan. Hy Lạp bị bao quanh bởi Bulgaria, Cộng hòa Macedonia và Albania ở phía bắc; phía tây là biển Ionia; phía nam là Địa Trung Hải và phía đông là biển Aegea và Thổ Nhĩ Kỳ. Quốc gia nằm gần như giữa 35°00′ và 42°00′ độ vĩ Bắc và từ 19°00′ đến 28°30′ độ kinh Đông. Do vậy, đất nước có sự biến đối khí hậu đáng kể. Hy Lạp gồm có một phần lãnh thổ lớn nằm trên đại lục; Peloponnesus, một bán đảo nối với mũi phía nam của đại lục qua eo đất Corinth; và khoảng 3.000 đảo, bao gồm Crete, Rhodes, Corfu, Dodecanese và Cyclades. Theo CIA World Factbook, Hy Lạp có 13,676 kilômét (8,498 mi) bờ biển 
80% lãnh thổ Hy Lạp là đồi núi, và đất nước này cũng là một trong các nước miền núi nhất của châu Âu. Pindus, một chuỗi các dãy núi nằm dọc theo phần trung tâm của đất nước và chạy theo hướng tây bắc-đông nam, với điểm cao nhất đạt 2637 m. Phần mở rộng của dãy núi kéo dài qua Peloponnese và xuống biển Aegea, tạo thành nhiều hòn đảo của quần đảo Aegea bao gồm Crete, và hợp với dãy núi Taurus ở miền nam Thổ Nhĩ Kỳ. Trung và Tây Hy Lạp gồm các đỉnh núi cao và dốc đứng, bị chia cắt bởi những hẻm núi và cảnh quan karst khác, như Metéora và hẻm núi Vikos - đèo Vikos là một trong những đèo lớn nhất thế giới và sâu thứ ba sau Barranca del Cobre tại México và Grand Canyon tại Hoa Kỳ, chúi theo chiều thẳng đứng tới 1.100 mét.
Núi Olympus là đỉnh cao nhất tại Hy Lạp và có cao độ 2.919 m mét trên mực nước biển. Dãy núi Rhodope tạo thành biên giới tự nhiên giữa Hy Lạp và Bulgaria; khu vực này có cánh rừng dày và rộng lớn. Các đồng bằng nằm ở phía đông Thessaly, ở trung Macedonia và tại Thrace. Tây Hy Lạp nhiều hồ và vùng đất ngập nước.

## Khí hậu
Khí hậu Hy Lạp gồm ba loại hình:
- Khí hậu Địa Trung Hải có đặc điểm là mùa đông êm dịu và ẩm, mùa hè nóng và khô. Nhiệt độ hiếm khi lên mức quá cao, mặc dù vào mùa mưa, đôi khi cũng có tuyết tại Athens, Cyclades hay Crete.
- Khí hậu núi cao chủ yếu ở Tây Hy Lạp Epirus, Trung Hy Lạp, Thessaly, Tây Macedonia cùng như phần trung tâm của Peloponnese như Achaea, Arkadia và nhiều phần của Lakonia nơi có các dãy núi cao.
- Ôn đới tồn tại ở Trung và Đông Macedonia cũng như ở Thrace tại một số nơi như Komotini, Xanthi và miền bắc Evros; với mùa đông lạnh và ẩm ướt, mùa hè nóng và khô.

Các vùng ngoại ô phía nam của Athens có khí hậu Địa Trung Hải, trong khi các vùng ngoại ô phía bắc có khí hậu ôn đới.

## Đặc điểm địa lý
Hy Lạp nằm ở Nam Âu, giáp biển Ionia, và Địa Trung Hải, giữa Albania và Thổ Nhĩ Kỳ. Quốc gia này nằm trên vị trí chiến lược chi phối biển Aegea. Đây là một quốc gia bán đảo, và có khoảng 3.000 hòn đảo. Hy Lạp có tổng diện tích là 131 940 km² Trong đó, diện tích đất là 130 800 km², mặt nước nội địa (hồ và sông) là 1 140 km². Đường biên của Hy Lạp dài 1.228 km, giáp với Albania 282 km, Cộng hòa Macedonia 228 km, Bulgaria 494 km, Thổ Nhĩ Kỳ 206 km 

### Đại lục
Đại lục Hy Lạp tạo thành phần cực nam của bán đảo Balkan, ở phía bắc, nó bao gồm nhiều phần của các vùng lịch sử Macedonia và Thrace, xa hơn nữa về phía nam, nó thu hẹp thành "bán đảo Hy Lạp" bao gồm các khu vực lịch sử Ipiros, Thessaly, Achaea, Boeotia và Attica, và gồm một bán đảo riêng biệt là Peloponnese, bao gồm các lãnh thổ lịch sử Sparta, Corinth và Argos, bao quanh phần trung tâm bán đảo là Arcadia.
Dãy núi chính của Hy Lạp là Olympus, tách biệt Thessaly khỏi Macedonia. Đỉnh cao nhất lên tới 2.919 m trên mực nước biển, và là đỉnh cao thứ hai tại bán đảo Balkan sau đỉnh Musala tại núi Rila.

### Quần đảo

#### Crete
Crete là đảo lớn nhất của Hy Lạp và lớn thứ hai ở phía đông Địa Trung Hải (sau Síp). Hòn đảo có hình thuôn dài: kéo dài 260 km từ đông sàg tây và 60 km ở nơi rộng nhất, mặc dù hòn đảo khá hẹp ở một số điểm, như khu vực gần Ierapetra, nơi đảo chỉ rộng 12 km. Crete có diện tích 8.336 km², vời đường bờ biển dài 1046 km; ở phía bắc đảo là biển Crete; ở phía nam là biển Libya; ở phía tây là biển Myrtoan, và về phía đông là biển Karpathion. Đảo nằm cách đại lục Hy Lạp xấp xỉ 160 km.
Crete có một dãy núi chạy từ đông sang tây, tạo thành ba tiểu dãy núi riêng biệt:
- Dãy Trắng hay Lefka Ori (2.452 m);
- Dãy Idi (Psiloritis (35°11′B 24°49′Đ / 35,18°B 24,82°Đ) 2.456 m);
- Dãy Dikti (2.148 m);

Hòn đảo có các cao nguyên màu mỡ, như Lasithi, Omalos và Nidha; các hang động như Diktaion và Idaion; các hẻm núi như Samaria. Khu bảo tồn của hẻm núi Samaria là nơi sinh sống của kri-kri, trong khi các dãy núi và hẻm núi của Crete là nơi lánh nạn cho loài kền kền Lammergeier (Gypaetus barbatus). Có một số con sông tại Crete.

#### Quần đảo Ionia
Quần đảo Ionia bao gồm bảy hòn đảo. Sáu hòn đảo phía bắc nằm ven bờ của Hy Lạp, trên biển Ionia. Hòn đảo cuối cùng, Kythira, nằm ngoài khơi cực nam của Peloponnesus, phần phía nam của đại lục Hy Lạp. Kythira không phải là một phần của quần đảo Ionia (Ionioi Nisoi), đảo thuộc vùng Attica. Tuy nhiên, quần đảo Ionia không tương ứng với vùng lịch sử Ionia, nay thuộc phía tây Thổ Nhĩ Kỳ.

#### Aegea
Các hòn đảo trong biển Aegea, nằm giữa địa lục Hy Lạp ở phía tây và bắc và Anatolia ở phía đông; đảo Crete giới hạn biển ở phía nam. Tên cổ đại của biển Aegea theo truyền thống được phân làm bảy nhóm, từ bắc xuống nam:
- Quần đảo Đông Bắc Aegea
- Sporades
- Euboea
- Quần đảo Argo-Saronic
- Cyclades
- Dodecanese (Nam Sporades)
- Crete

## Hình ảnh

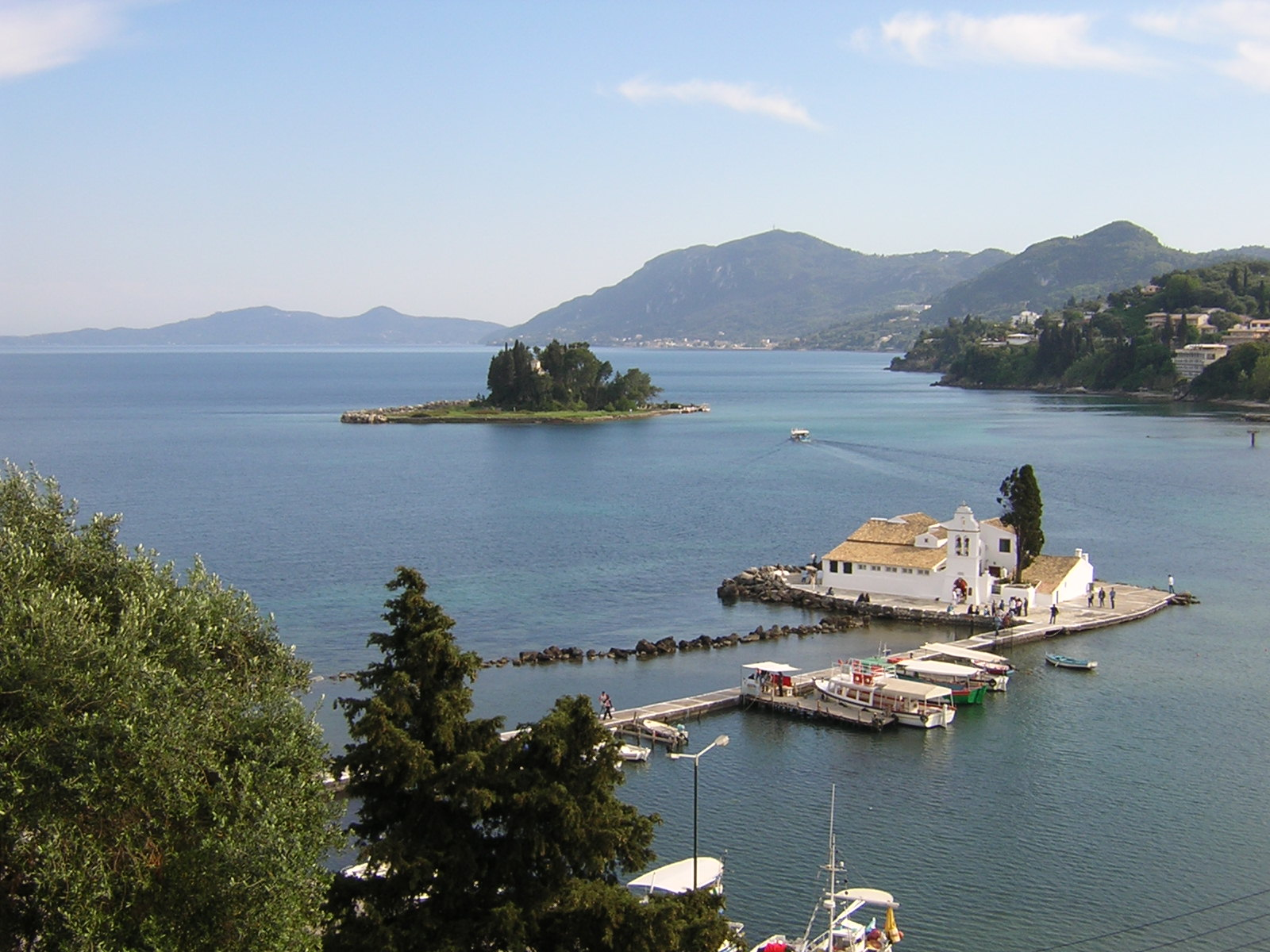
Đảo Pontikonisi tại Corfu.
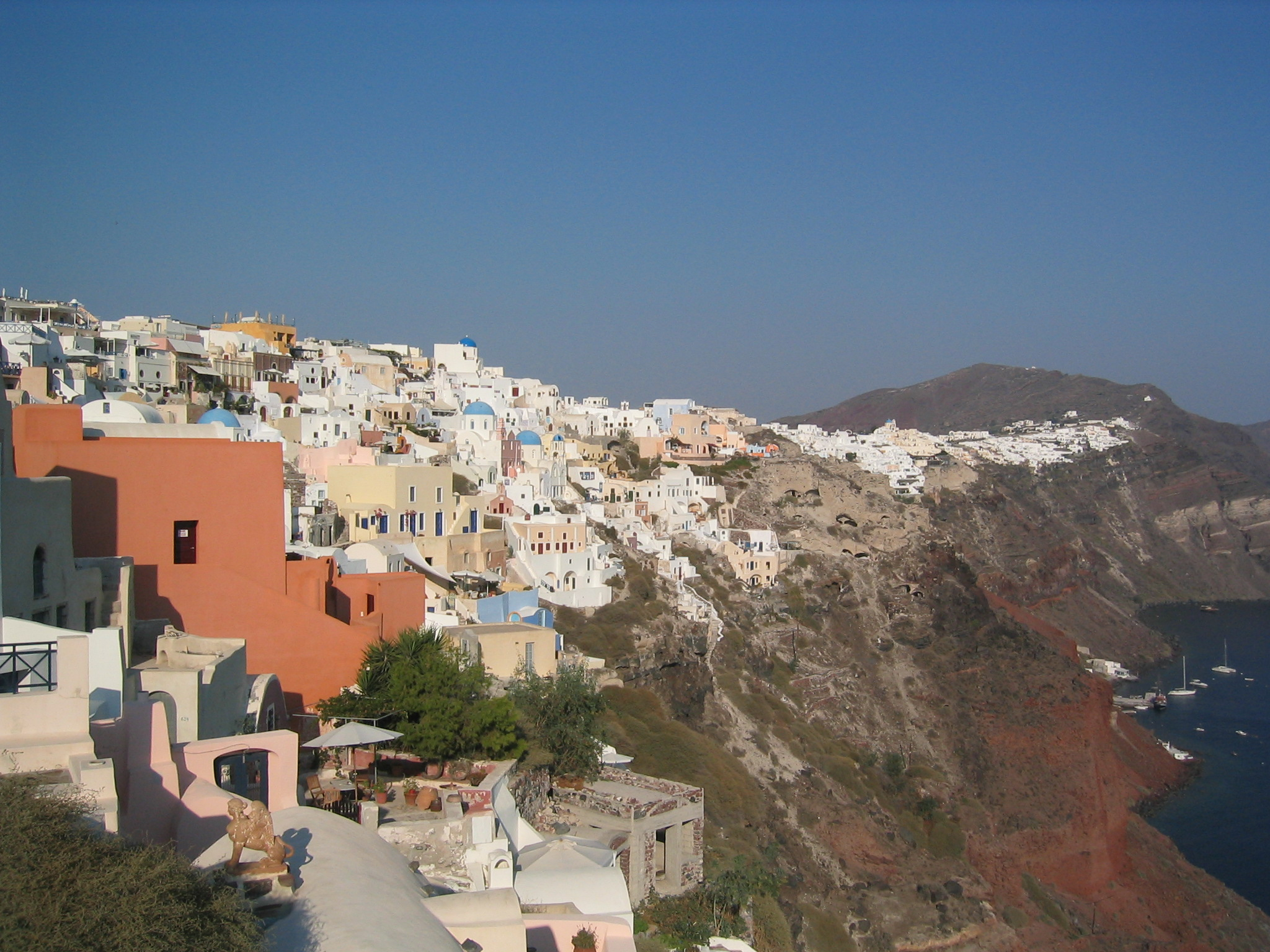
Bờ biển gồ ghề trên đảo núi lửa Santorini.
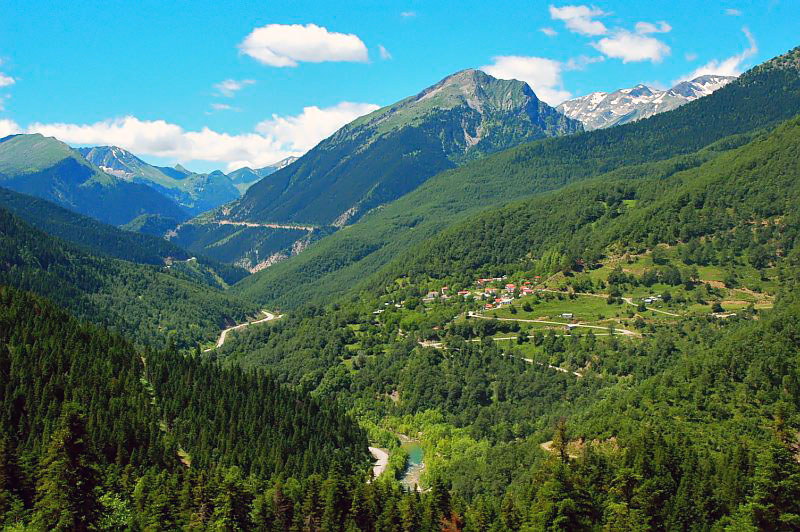
Thung lũng Aspropotamos và làng Milia tại Trikala.
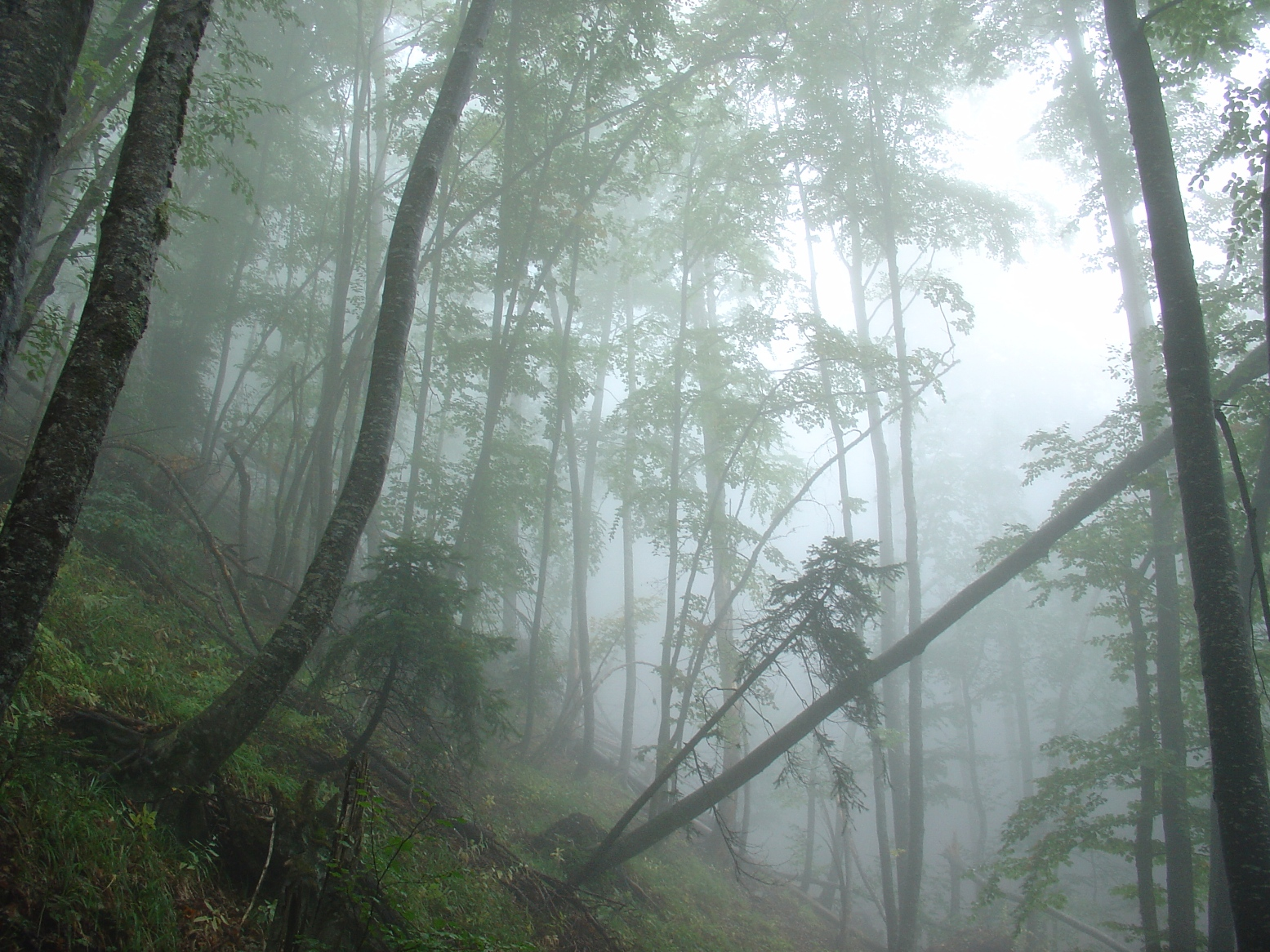
Rừng trên núi Olympus.
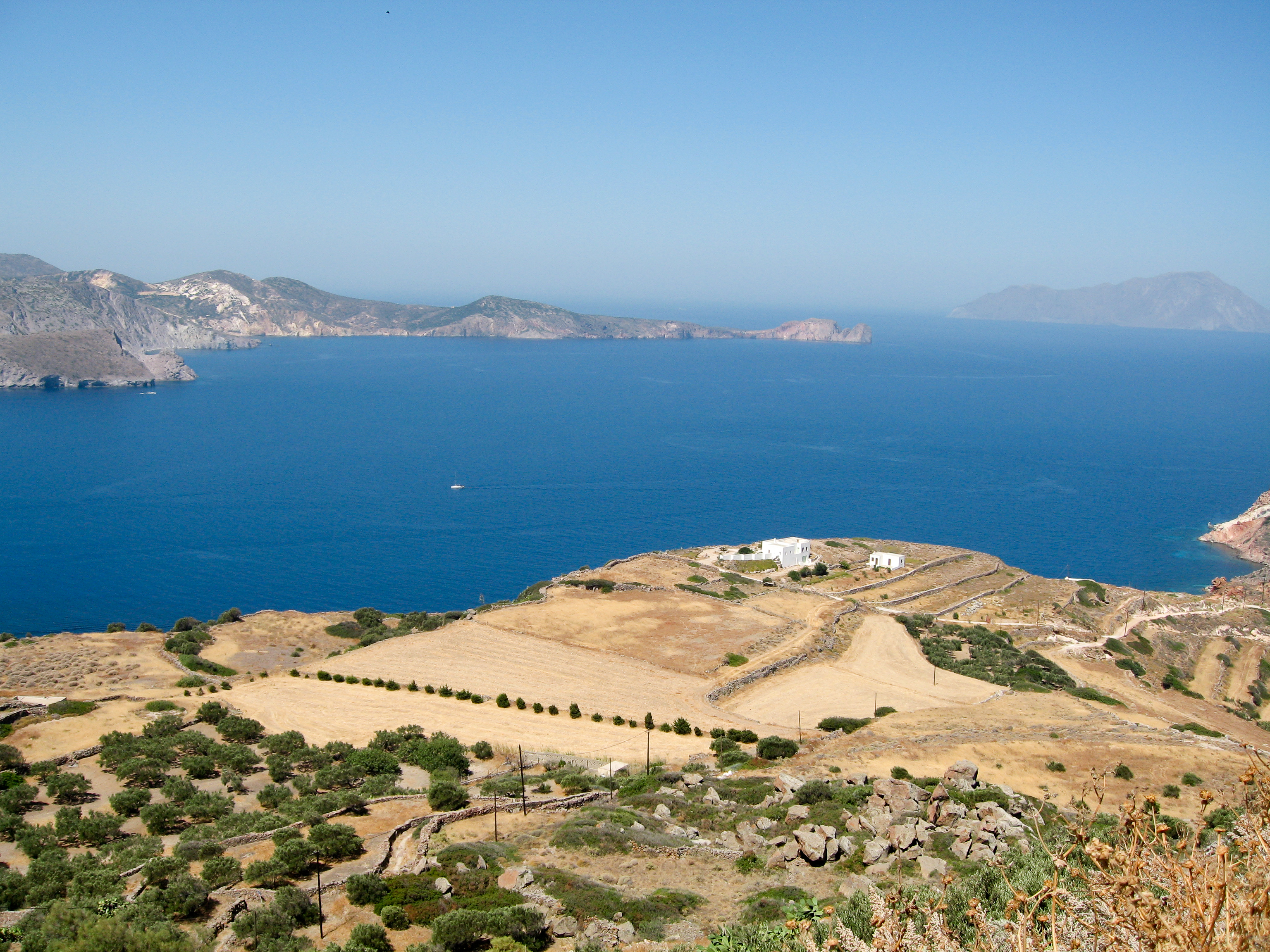
Bờ biển Milos.